# Schloss Heringnohe

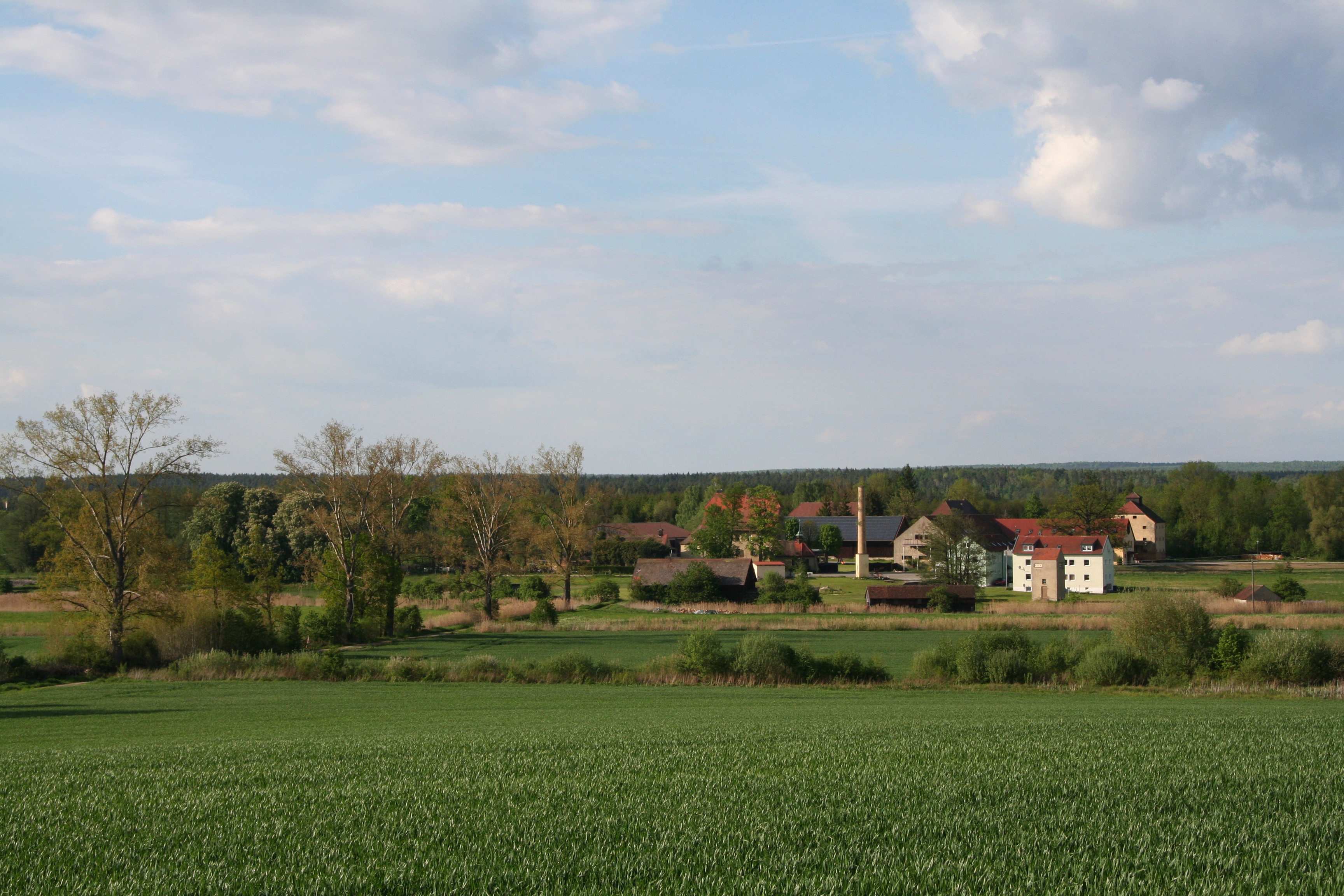
Panoramablick auf Heringnohe (2010)

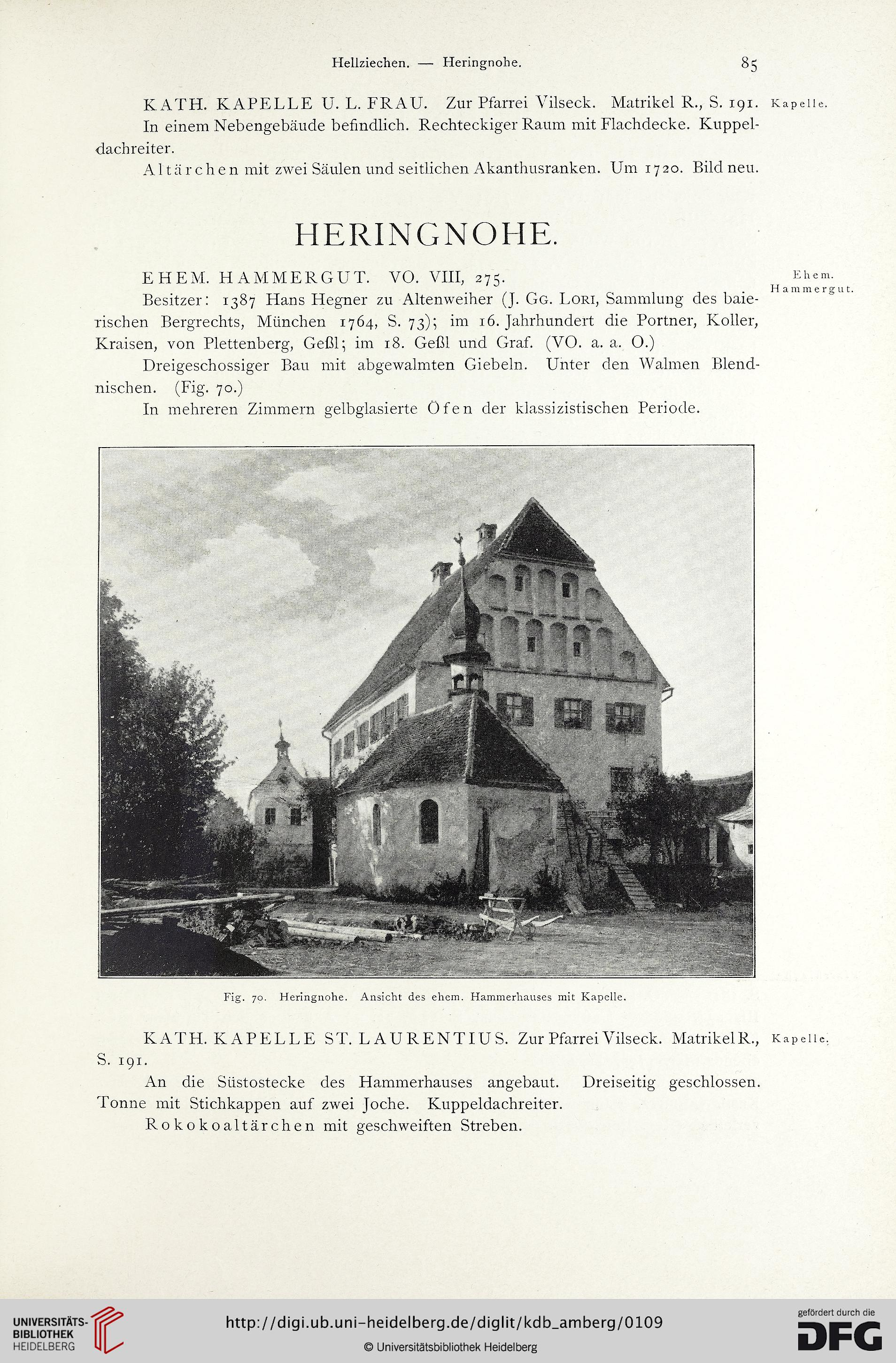
Schloss Heringnohe

Das Schloss Heringnohe (bisweilen auch als Hammerschloss Heringnohe  bezeichnet) ist ein denkmalgeschütztes Gebäude im Gemeindeteil Heringnohe der oberpfälzischen Stadt Vilseck im Landkreis Amberg-Sulzbach von Bayern (Heringnohe 1). Es liegt in unmittelbarer Nähe des Truppenübungsplatzes Grafenwöhr. Frühere Namen des Gutes war Hargenoe, Hargenaw und Horgnau.  Es ist unter der Aktennummer D-2-77-144-8 als Baudenkmal verzeichnet. „Archäologische Befunde im Bereich des ehem. Hammerschlosses von Heringnohe, spätmittelalterlicher und frühneuzeitlicher Eisenhammer“ werden zudem als Bodendenkmal unter der Aktennummer D-3-6336-0083 geführt.

## Geschichte
Das Schloss gehörte zu einem Hammerwerk, das von der Wasserkraft der Wiesennohe, einem Nebenfluss der Vils, betrieben wurde. Das Hammerwerk gehörte den Bamberger Bischöfen. Auch bei dem Vergleich der Oberpfalz mit dem Bistum am 8. Juli 1510 verblieb das Werk bei dem Hochstift Bamberg.
Für den Hammer zu Heringnohe wird in der Oberpfälzer Hammereinigung von 1387 als Besitzer Hans Hegner genannt („Hans Hegnein ... mit ainem herde vnd mit dem hamer an der Harnügloe“) und 1438 der Sulzbacher Eisengewerke Albrecht Frank († 1480). Dessen Vater hatte um 1400 in Heringnohe große Stauseen anlegen lassen, um den Hammer zu betreiben. Auf Albrecht Frank folgte sein Sohn Wilhelm, der zumeist in Regensburg lebte und seine Tochter Ursula mit Lienhart Portner vermählte. Dieser erbte 1517 Heringnohe; dessen Sohn Albrecht Portner († 1540) bekam als nächster das Sulzbacher Erbe, dem sein Sohn Wilhelm folgte, der den Hammer ausbaute. Die Familie der Portner war hier durch die Nachfahren Elias und Hans Adam vertreten. Letzterer weigerte sich zu konvertieren und muss emigrieren, ohne dass er für seinen Besitz entschädigt wurde. Während des Dreißigjährigen Krieges bat 1630 der Verwalter Johann Kohler um Ermäßigung der Kriegslasten. Das Gut Heringnohe erhielt 1631 der Bamberger Domherr Ulrich von Plettenberg. 1641 wird Johann Kohler als Hammerherr geführt. Um 1700 bekamen die Hammerherren das Recht zum Bierbrauen. Bei der Säkularisation des Fürstentums Bamberg kam der Hammer am 7. April 1803 zu der Oberpfalz und dem Landgericht Amberg.
Weitere Besitzer waren Kaspar Gessel (1683), dann der Bauer Graf aus Oberweißenbach (um 1740). Georg Graf hatte drei Söhne: Georg Johann, Johann Georg und Johann Baptist, von denen Georg Johann den Hammer Heringnohe erhielt, Johann Georg das Hammergut Altneuhaus und Johann Baptist das Hammergut Altenweiher. Johann Georg Graf ist der Stammvater der geadelten Familie derer "von Grafenstein". Nach den "von Graf" ging das Gut Heringnohe 1847 an die Familie von Lindenfels, die den Hammer etwa zwei Jahrzehnte besaß.
6. März 1867 kam der Besitz an Christoph Kredler; unter diesem ging das Hammerwerk ein. Unter seinem Sohn († 1931) verschuldete sich der Besitz nochmals. Der Kaufmann Hans Götz aus Freihung kaufte das Werk 1931 und brachte es zu wirtschaftlicher Blüte. Nach seinem Tod 1957 übernahmen Emma Götz und danach der Sohn Oswald Götz das Gut. Heute ist Joachim Götz der Besitzer von Heringnohe und betreibt hier einen Gasthof.

## Schloss Heringnohe heute

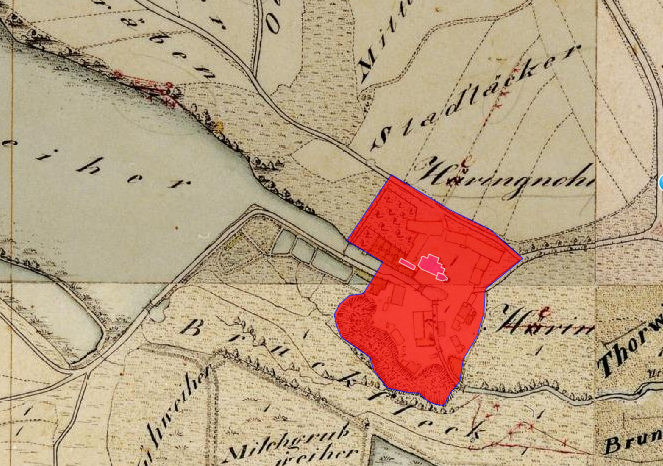
Lageplan von Schloss Heringnohe auf dem Urkataster von Bayern

Das ehemalige Hammerschloss ist ein dreigeschossiger, verputzter Massivbau mit einem Krüppelwalmdach. Unter den Walmen findet sich eine Blendnischengliederung mit teils geohrten und profilierten Gewänden. Das Gebäude ist um 1530 errichtet worden. Zu dem Schlossbau gehört ein Gesindehaus, ein zweigeschossiger Sandsteinquaderbau mit Satteldach, Gurtgesimsen und teils geohrten Gewänden aus dem 18. bzw. 19. Jahrhundert. Im Schlossinneren befinden sich in mehreren Zimmern gelbglasierte Öfen aus klassizistischer Zeit.
An der Südostecke des Schlosses ist die Katholische Kapelle St. Laurentius angebaut. Diese ist ein verputzter und dreiseitig geschlossener Saalbau aus Stein mit Satteldach und einem Dachreiter aus dem 18. bzw. 19. Jahrhundert.